# Екатерини Марку
Екатерини (Катерина) Димостени Марку (на гръцки: Αικατερίνη, Κατερίνα Δημοσθένη Μάρκου) е гръцки политик, депутат в Гръцкия парламент от 2012 година.

## Биография
Родена е на 21 януари 1977 година в лъгадинското село Сирачево (Периволаки) в селско семейство на Димостенис и Антигони Марку. Учи европейска култура в Гръцкия отворен университет и политически науки и история в Университета „Пантеон“.
На парламентарните избори в Гърция през май и през юни 2012 година е избрана от Демократичната левица от Втори Солунски избирателен район. На 10 юли 2014 година с писмо до Фотис Кувелис обявява, че напуска партията. След това се присъединява към партия Реката и с нея е избрана на изборите през януари и септември 2015 година. На 21 ноември 2016 година с писмо до Ставрос Теодоракис обявява, че напуска партията и става независима депутатка. Впоследствие преминава в Нова демокрация.